# Кортов, Всеволод Семёнович
Всеволод Семёнович Кортов  (1939—2017) — советский и российский учёный и педагог в области в области радиационной физики твердого тела, доктор технических наук (1976), профессор (1979), почётный профессор УГТУ (2012). Заслуженный деятель науки Российской Федерации (1999).

## Биография
Родился 3 января 1939 года в городе Прокопьевск.
С 1957 по 1962 годы обучался на физико-техническом факультете Уральского политехнического института, по окончании которого с отличием получил специализацию инженер-физик.
С 1962 года начал свою научную и педагогическую деятельность на физико-техническом факультете Уральского политехнического института: с 1962 по 1983 годы последовательно занимал должности — ассистента, доцента и профессора на кафедре экспериментальной физики. С 1983 по 1988 годы в течение пяти лет был — заведующим кафедрой физических методов и приборов контроля качества физико-технического факультета. С 1988 по 1989 годы — проректор по учебной работе, с 1989 по 2003 годы в течение четырнадцати лет, В. С. Кортов являлся — первым проректором Уральского государственного технического университета.
В 1966 году В. С. Кортов защитил диссертацию на соискание учёной степени — кандидат технических наук по теме: «Исследование продольной прокатки профилей переменного сечения», в 1976 году защитил диссертацию на соискание учёной степени — доктор технических наук по теме: «Физика полупроводников и диэлектриков». В 1979 году В. С. Кортов было присвоено учёное звание — профессора, в 2012 году присвоено почётное звание — почётный профессор УГТУ. Действительный член-академик Российской академии естественных наук.
В 1986 году принимал участие в ликвидации аварии на Чернобыльской АЭС, Указом Президента России в 1999 году «За мужество и самоотверженность, проявленные при ликвидации последствий аварии на Чернобыльской АЭС» Всеволод Семёнович Кортов был награждён — Орденом Мужества.
Помимо основной деятельности В. С. Кортов занимался и общественно-политической работой: был членом Президиума Научного совета РАН по радиационной физике твердого тела и членом Научного совета по неразрушающему контролю материалов и физической электронике, член Научно-методического совета по инновационной деятельности Министерства образования и науки Российской Федерации, член Центрального совета Нанотехнологического общества Российской Федерации и руководителем его Уральского отделения, член Нанотехнологического общества Америки (NNIN), член редакционной коллегии журнала «Дефектоскопия».
В 1999 году Указом Президента Российской Федерации «за заслуги в научной деятельности» Всеволод Семёнович Кортов был удостоен почётного звания — Заслуженный деятель науки Российской Федерации.
Скончался 14 ноября 2017 года в Екатеринбурге. Похоронен на Широкореченском кладбище Екатеринбурга.

## Награды
- Орден Знак Почёта (1991)
- Орден Мужества (1999 — «За мужество и самоотверженность, проявленные при ликвидации последствий аварии на Чернобыльской АЭС»[4])
- Орден Дружбы (2010[5])

### Звания
- Заслуженный деятель науки Российской Федерации (1999[3])
- Почётный работник высшего профессионального образования Российской Федерации

## Из библиографии
- Экзоэмиссионный контроль поверхности деталей после обработки / В. С. Кортов, А. И. Слесарев, В. В. Рогов; АН УССР, Ин-т сверхтвердых материалов. - Киев : Наукова думка, 1986. - 175 с.
- Аналоговые устройства электронных приборов : учеб. пос. для студ. ВТУЗов; УрФУ, Физико-технологический ин-т. - Екатеринбург : Изд-во Уральского ун-та, 2016. - 206 с.; ISBN 978-5-7996-1808-7
- Радиационно-индуцированные процессы в широкозонных нестехиометрических оксидных диэлектриках / С. В. Никифоров, В. С. Кортов. - Москва : Техносфера, 2017. - 271 с.- (Мир физики и техники); ISBN 978-5-94836-490-2

### Под его редакцией
- Детекторные материалы и устройства : патентные разработки : справочник / Б. В. Шульгин [и др.] ; науч. ред. В. С. Кортов; Минобрнауки РФ, УрФУ. - Екатеринбург : УрФУ, 2015. Вып. 2. - 667 с.; ISBN 978-5-8295-0357-4